# STK Emergent
STK Emergent este un fond de investiții din Cluj-Napoca, administrat de compania STK Financial.
A fost înființat în 2006, de către Nicolae Pascu, unul dintre brokerii analiști SSIF Broker Cluj.
STK Emergent a fost listat la Bursa de Valori București la data de 19 februarie 2008.
Fondul a avut un profit de 4 milioane euro în semestrul al doilea din 2007.